# Gnaius Domitius Ahenobarbus (praetor in Sicilia)
Gnaius Domitius Ahenobarbus (? - 81 v.Chr.) was de oudste zoon van Gnaius Domitius Ahenobarbus (consul in 96 v.Chr.) en was getrouwd met Cornelia Cinna maior, de oudste dochter van Lucius Cornelius Cinna (consul in het jaar 87 v.Chr.). Hoewel een exacte datering niet te geven is, is bekend dat hij ergens in de jaren 90 als praetor werkzaam was in de provincia Sicilia. Ahenobarbus onderhield, in tegenstelling tot zijn oom Lucius Domitius Ahenobarbus nauwe contacten met de politieke groepering van Gaius Marius en was daarom ook een politieke tegenstander van Lucius Cornelius Sulla. Na de slag bij de Porta Collina in 82 v.Chr. vluchtte hij, uit angst opgepakt te worden door aanhangers van Sulla, naar Africa alwaar hij, met behulp van de Numidische koning Hiarbas, een leger bijeen wist te brengen. Ahenobarbus werd echter in 81 v.Chr. door de troepen van Pompeius nabij Utica verslagen en stierf tijdens de daarop volgende bestorming van zijn kamp.

## Voetnoot
1. ↑  Livius, Epitoma 89; Plutarchus, Pompeius 10, 12.